# Cañonera (buque)

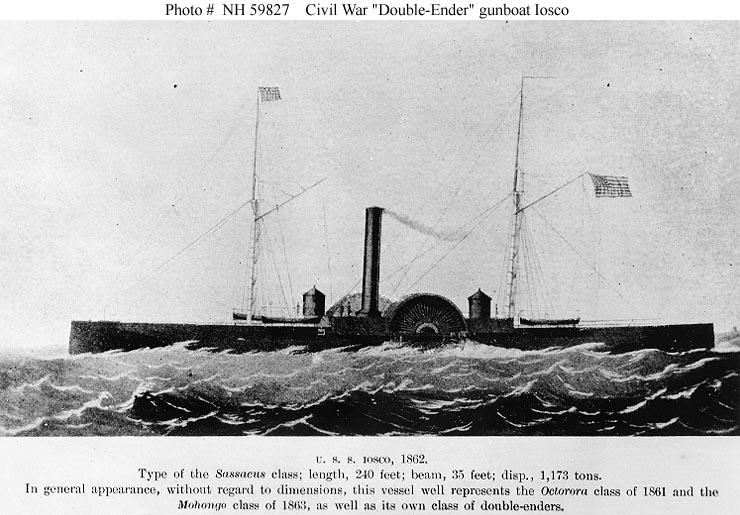
La cañonera unionista USS Iosco.

La cañonera o lancha de fuerza es un tipo de embarcación ideada por el español Antonio Barceló a finales del siglo XVIII, durante el  tercer asedio a Gibraltar en el contexto del apoyo español a los Independentistas Estadounidenses, que supondrían la aparición de los primeros buques blindados de la Historia Moderna. Fue  utilizado normalmente en lagos, ríos o en las zonas costeras.
Se trataba, realmente, de simples grandes botes con aparejo de balandra y/o propulsión a remo y que iban armadas con un cañón de 24 libras (el mayor de la época de 36 libras solo lo empleaban los buques de 3 puentes en la batería baja).
El blindaje, desde la obra muerta hasta un poco por debajo de la línea de flotación, del que dispusieron las primeras cañoneras consistía en corcho y posteriormente ya de hierro. Es de destacar que  el blindaje se inclinaba en arista y formaba un pequeño baluarte con el que proteger la pieza de artillería que embarcaba y a su pequeña dotación de artilleros y que a la par, debido a que evitaba que los proyectiles incidieran perpendicularmente, dificultaba la penetración de la munición enemiga y tendía a desviar los proyectiles.
- Datos: Q12156481